# Nuncjusze apostolscy w Holandii
Nuncjusze apostolscy w Holandii byli reprezentantami Stolicy Apostolskiej przy rządzie Holandii. Nuncjatura apostolska mieści się przy Carnegielaan 5  Hadze.

## Nuncjusze apostolscy w Holandii
| lata                    | nuncjusz                       | kraj pochodzenia  |
| ----------------------- | ------------------------------ | ----------------- |
| 1732–1736               | Silvio Valenti Gonzaga         | Państwo Kościelne |
| 1829–1831               | Francesco Capaccini            | Państwo Kościelne |
| 1848–1855               | Carlo Belgrado                 | Państwo Kościelne |
| 1855–1863               | Settimio Maria Vecchiotti      | Państwo Kościelne |
| 1863–1866               | Luigi Oreglia di Santo Stefano | Państwo Kościelne |
| 1866–1868               | Giacomo Cattani                | Państwo Kościelne |
| 1868–1874               | Angelo Bianchi                 | Włochy            |
| 1874–1879               | Giovanni Capri                 | Włochy            |
| 1879–1881               | Agapito Panici                 | Włochy            |
| 1882–1887               | Francesco Spolverini           | Włochy            |
| 1887–1893               | Aristide Rinaldini             | Włochy            |
| 1893–1896               | Benedetto Lorenzelli           | Włochy            |
| 1896–1899               | Francesco Tarnassi             | Włochy            |
| 29.04.1911 – 8.12.1916  | Giovanni Tacci Porcelli        | Włochy            |
| 19.05.1921 – 1922       | Roberto Vicentini              | Włochy            |
| 23.01.1922 – 2.06.1925  | Cesare Orsenigo                | Włochy            |
| 1925–1935               | Lorenzo Schioppa               | Włochy            |
| 12.08.1935 – 14.11.1959 | Paolo Giobbe                   | Włochy            |
| 31.01.1959 – 22.07.1967 | Giuseppe Beltrami              | Włochy            |
| 22.07.1967 – 13.05.1976 | Angelo Felici                  | Włochy            |
| 1976 – 1978             | John Gordon                    | Irlandia          |
| 17.01.1979 – 31.05.1984 | Bruno Wüstenberg               | Niemcy            |
| 6.11.1984 – 23.03.1988  | Edward Cassidy                 | Australia         |
| 5.08.1988 – 24.12.1991  | Audrys Bačkis                  | Litwa             |
| 28.03.1992 – 8.02.1997  | Henri Lemaître                 | Belgia            |
| 8.02.1997 – 27.02.2001  | Angelo Acerbi                  | Włochy            |
| 2.02.2001 – 15.12.2011  | François Bacqué                | Francja           |
| 15.12.2011 – 21.03.2015 | André Dupuy                    | Francja           |
| 21.03.2015 – 27.11.2021 | Aldo Cavalli                   | Włochy            |
| 16.07.2022 – 13.02.2025 | Paul Tschang In-Nam            | Korea Południowa  |
| 12.04.2025 – nadal      | Jean-Marie Speich              | Francja           |

## Źródła zewnętrzne
- Catholic-Hierarchy